# 梅爾察利夫卡
48°26′34″N 36°10′7″E / 48.44278°N 36.16861°E
梅爾察利夫卡（烏克蘭語：Мерцалівка），是烏克蘭的村落，位於該國中部第聶伯羅彼得羅夫斯克州，由巴甫洛格勒區負責管轄，處於薩馬拉河右岸，分別距離馬里納羅夏2.5公里和薩馬爾西克4公里，海拔高度86米，2001年人口54。